# Харис Шкоро
Харис Шкоро (Сарајево, 2. септембар 1962) бивши је југословенски и босанскохерцеговачки фудбалер.

## Каријера
Прве фудбалске кораке је начинио у млађим категоријама Униса из Вогошће, да би наставио у Босни из Високог. За сарајевски Жељезничар дебитовао је 1982. године.
Био је стандардни првотимац чувене генерације Жељезничара која је у сезони 1984/85. играла полуфинале Купа УЕФА против мађарског Видеотона (1:3, 2:1). Након једне сезоне у загребачком Динаму (1987/88), остварио је трансфер у италијански Торино за који је наступао од 1988. до 1991. године. Потом одлази у Швајцарску, где наступа за швајцарске клубове Цирих и Баден, све до 1996. када се опростио од активног играња фудбала.
За репрезентацију Југославије одиграо је петнаест утакмица и постигао четири гола. Дебитовао је 28. септембра 1985. против Источне Немачке у Београду (резултат 1:2). Последњи пут је дрес националног тима носио 13. децембра 1989. против Енглеске на стадиону Вембли (резултат 1:2).

## Голови за репрезентацију
Голови Шкора у дресу са државним грбом.
| #  | Датум               | Место   | Противник       | Гол | Резултат | Такмичење                                |
| -- | ------------------- | ------- | --------------- | --- | -------- | ---------------------------------------- |
| 1. | 28. септембар 1985. | Београд | Источна Немачка | 1:2 | 1:2      | Квалификације за Светско првенство 1986. |
| 2. | 11. мај 1986.       | Бохум   | Западна Немачка | 1:1 | 1:1      | пријатељска                              |
| 3. | 19. мај 1986.       | Брисел  | Белгија         | 1:0 | 3:1      | пријатељска                              |
| 4. | 13. децембар 1989.  | Лондон  | Енглеска        | 1:1 | 1:2      | пријатељска                              |

## Успеси
- Серија Б
  - Прво место (1): 1989/90.